# Saccoia
Saccoia is een geslacht van uitgestorven weekdieren uit de klasse van de Gastropoda (slakken).

## Soorten
- Saccoia congermana (Fontannes, 1881) †
- Saccoia doderleini (Pantanelli, 1886) †
- Saccoia escoffierae (Tournouër, 1874) †
- Saccoia etrusca (Capellini, 1880) †
- Saccoia fontannesi (Capellini, 1880) †
- Saccoia oryza Sacco, 1895 †
- Saccoia perforata (Pantanelli, 1886) †
- Saccoia praeescoffierae (Almera, 1894) †